# Jo Nesbø
Jo Nesbø (Oslo, 29 marzo 1960) è uno scrittore, musicista e attore norvegese.
Noto per i suoi romanzi gialli, tra cui la serie con protagonista il detective Harry Hole, Nesbø ha venduto oltre 40 milioni di copie.

## Biografia
Nesbø è nato nel 1960 ad Oslo ed è cresciuto a Molde. Ha una laurea in Economia conseguita presso la Norwegian School of Economics. Prima di abbracciare il mestiere di scrittore ha giocato a calcio con il Molde (con cui ha vinto il Norgesmesterskapet G19 1978, competizione nazionale riservata ai calciatori Under-19), ha lavorato come giornalista free-lance e ha fatto il broker in borsa.
Il suo primo romanzo giallo, Flaggermusmannen, ha riscosso un successo immediato in patria, scalando le classifiche in pochissimo tempo e vincendo il Glass Key Award per il miglior romanzo giallo norvegese nel 1998: solo il primo di numerosi premi vinti. Ha scritto anche letteratura per ragazzi e racconti. È cantante, compositore e chitarrista della band Di Derre, con la quale ha pubblicato vari album. Nel 2001 è uscito il suo primo lavoro da solista: Karusellmusikk. Suo fratello Knut è stato anch'egli membro dei Di Derre, dopo una prestigiosa carriera di calciatore.
I suoi romanzi hanno venduto 55 milioni di copie in tutto il mondo e sono stati tradotti in 50 lingue.

## Carriera

### Serie Harry Hole
La serie segue le avventure di Harry Hole, un determinato detective che inizia la sua carriera presso la Crime Squad per poi passare al National Criminal Investigation Service. Le sue indagini, dal profilo spesso complesso, lo portano dalla Norvegia a numerosi altri paesi. Inizialmente, i casi sembrano scollegati l’uno dall’altro, ma ben presto si rivela che alcuni coinvolgono serial killer, rapinatori di banche, gangster o figure dell’establishment; parallelamente, Hole si confronta quotidianamente con la propria battaglia contro l'alcolismo e i demoni interiori.
I romanzi dedicati al detective si distinguono per la loro struttura stratificata e per una vena di violenza, evidenziata anche dalla presenza ricorrente di donne in situazioni di pericolo, come ben illustrato ne L'uomo di neve.
Sul fronte cinematografico, un adattamento de L'uomo di neve è stato realizzato con la regia di Tomas Alfredson, mentre Martin Scorsese ha ricoperto il ruolo di produttore esecutivo. Il film, interpretato da Michael Fassbender, Rebecca Ferguson e Charlotte Gainsbourg, ha fatto la sua anteprima nell'ottobre del 2017.
Inoltre, nel 2024 sono iniziate le riprese di un adattamento televisivo dedicato a Detective Hole di Jo Nesbø, girato a Oslo.

### Serie Dottor Proctor
"Doctor Proctor's Fart Powder", pubblicato per la prima volta nel 2007, segna l'esordio di Nesbø nel panorama della letteratura per bambini, con illustrazioni di Mike Lowery. Ambientata a Oslo, la serie racconta le stravaganti vicende del dottor Proctor, un professore eccentrico in attesa della sua grande occasione, della sua vicina Lisa e del suo insolito amico Nilly, un ragazzino basso dai vivaci capelli rossi. In alcuni momenti, sullo sfondo compaiono i spietati gemelli Truls e Trym Thrane. Tra le prime invenzioni del dottor Proctor troviamo una polvere capace di indurre scoregge senza odore e la "Polvere Fartonaut", che scatena espulsioni così potenti da lanciare l’utilizzatore nello spazio. Nel secondo libro, invece, egli crea una vasca da bagno che permette di viaggiare nel tempo. A partire dal 2018 la serie conta cinque volumi.
Nel 2014 è stato realizzato un adattamento cinematografico live-action del primo libro, disponibile esclusivamente in norvegese. Un sequel, intitolato Doktor Proktors Tidsbadekar, è uscito nel 2015 grazie anche al coinvolgimento tedesco. Entrambi i film hanno ottenuto recensioni contrastanti.

### Serie Olav Johansen
Nell'ottobre 2013 fu annunciato che Jo Nesbø, scrivendo sotto lo pseudonimo di Tom Johansen, aveva completato almeno due romanzi preliminari, provvisoriamente intitolati Blood on Snow e More Blood on the Water, la cui pubblicazione era prevista per l'autunno 2014 e la primavera del 2015. In realtà, nel 2015 uscirono Blood on Snow e il suo seguito, Midnight Sun: Blood on Snow 2, sotto il nome di Jo Nesbø.
Sempre nell'ottobre del 2013, fu comunicato che la Warner Brothers aveva ottenuto i diritti di Blood on Snow per realizzare un adattamento cinematografico, che avrebbe potuto vedere Leonardo DiCaprio sia come produttore che come protagonista. Tuttavia, il 4 aprile 2017 si diffuse la notizia che i diritti fossero stati acquistati dalla Material Pictures di Tobey Maguire e dalla Grey Matter Productions di Lawrence Grey, e che Maguire si apprestava a debuttare alla regia con questo progetto. Le riprese di Blood on Snow sono state effettuate in Lettonia nel febbraio 2025.
La serie segue le avventure di Olav Johansen, il faccendiere del boss della malavita di Oslo, Daniel Hoffman. In Blood on Snow, Olav ha appena incontrato la donna dei suoi sogni, ma il destino si fa beffe di lui: la fortunata scoperta si rivela essere la moglie del suo capo, il quale lo ha incaricato di eliminarla.
Parallelamente, un adattamento cinematografico del romanzo Midnight Sun è stato realizzato con il titolo The Hanging Sun. Diretto da Francesco Carrozzini e interpretato da un cast che include Alessandro Borghi, Jessica Brown Findlay, Sam Spruell, Peter Mullan e Charles Dance, il film è stato presentato in anteprima alla 79ª Mostra Internazionale d'Arte Cinematografica di Venezia nel settembre 2022.